# Années 1820
Les années 1820 couvrent la période de 1820 à 1829.

## Événements
- 1815-1830 : seconde Restauration en France. Les « Ultraroyalistes » prennent le pouvoir en 1820 à la suite de l'assassinat du duc de Berry. Leur chef Charles X règne de 1824 à 1830[1].
- Vers 1818/1820/1825 : avancée des glaciers dans les Alpes[2].

- 1818-1838 : Mfecane en Afrique australe[4].
- 1820 : le compromis du Missouri stipule que le Missouri reste un état esclavagiste mais que l'esclavage ne pourrait être introduit dans aucune autre partie de la Louisiane[5]. La frontière des États-Unis à l'Ouest (frontier) atteint le Mississippi. 120 000 Indiens vivent alors à l'est du fleuve. Ils ne sont que 30 000 en 1844, contraints de se déplacer vers l’Ouest par l’arrivée massive de colons européens[6].
- 1820-1821 : mouvements insurrectionnels en Espagne (Trienio Liberal), dans le royaume des Deux-Siciles, dans le Piémont, au Portugal, en Moldavie et Valachie[7].
- 1820-1826 : agitation des Ouïgours, musulmans, dans le Xinjiang. Affaiblissement du pouvoir impérial dans la Chine des Qing en proie à des révoltes populaires endémiques[8]. Corruption et gaspillage s’installent dans l’État[9]. On vend les grades « d’étudiants du Collège impérial » et certains fonctionnaires n’hésitent pas à faire crever les digues pour s’approprier les crédits de reconstruction.

- 1820-1831 : guerres civiles argentines[10].
- 1821 : indépendance du Pérou et du Mexique[11].
- 1821-1829 : guerre d'indépendance grecque[12].
- 1822-1823 : guerre d'indépendance du Brésil[11].
- 1822-1844 : abolition des khanats kazakhs[13].
- 1823 :
  - doctrine Monroe[11].
  - expédition d'Espagne ; rétablissement de l'absolutisme et fin du triennat libéral en Espagne. Début de la « décennie abominable » (Decada ominosa, 1823-1833)[14].
- 1823-1831 : première guerre anglo-ashanti[15].
- 1823-1835[16], Nigeria actuel : la civilisation d’Oyo disparaît au début du XIXe siècle sous les coups des Dahoméens et des émirs de Kano et de Katsina[17].
- 1824-1826 : première guerre anglo-birmane[15].
- 1825 : crise boursière au Royaume-Uni[18].
- 1825-1826 : insurrection décabriste en Russie[19].
- 1825-1828 : guerre de Cisplatine entre les Provinces-Unies du Rio de la Plata et l'Empire ; indépendance de l’Uruguay[20].
- 1826 : les Barakzaï prennent le pouvoir en Afghanistan et partagent le pays[21].
- 1826-1834 : crise de succession portugaise. Guerre civile (1828-1834)[22].
- 1826-1828 : deuxième guerre russo-persane[23].

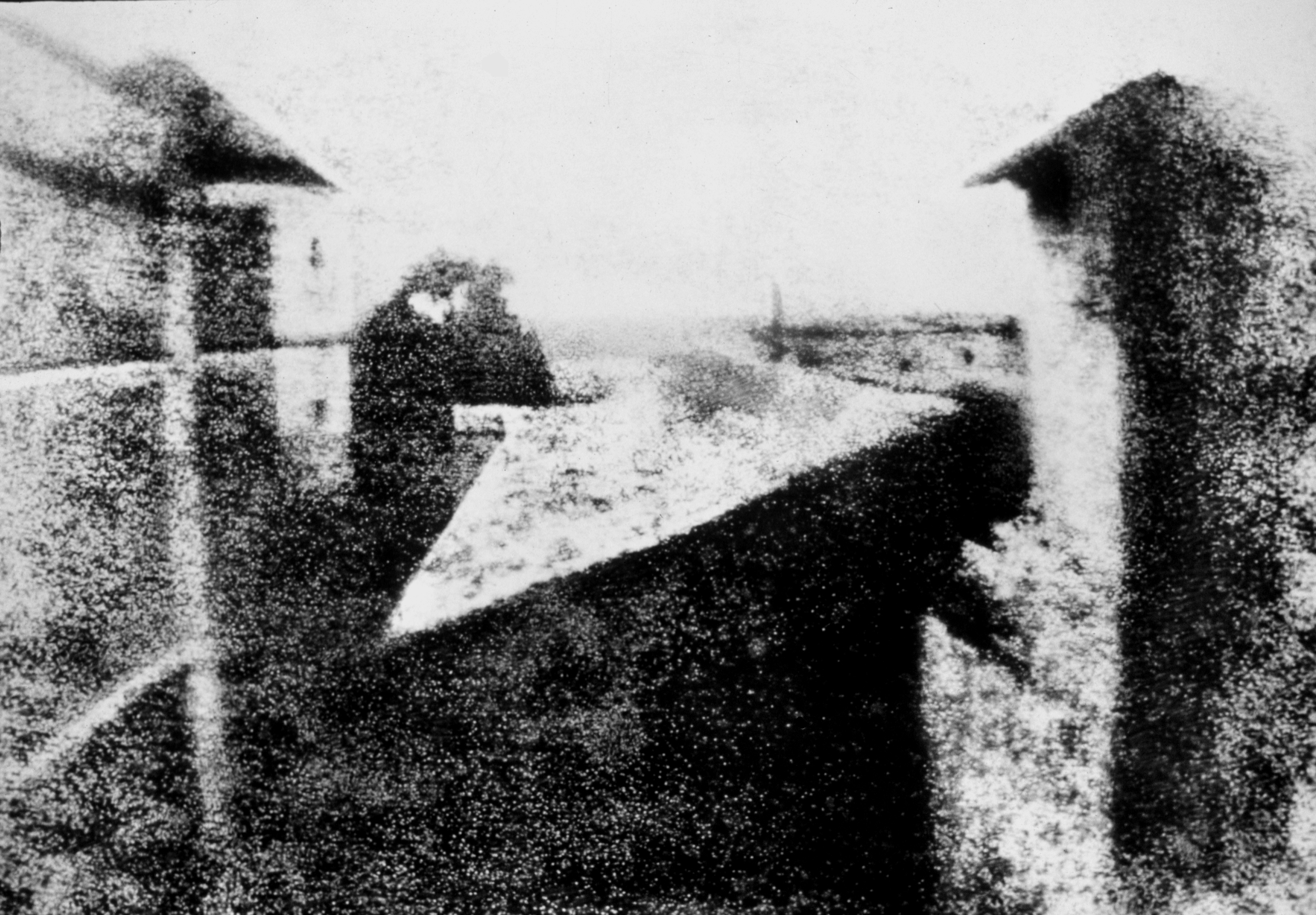
Vue de la fenêtre du domaine du Gras, à Saint-Loup-de-Varennes.

- 1827 : Point de vue du Gras, première photographie permanente réalisée par Nicéphore Niépce[24].
- 1828 : René Caillié à Tombouctou[25].
- 1828-1829 : 
  - guerre russo-turque[26].
  - guerre Grande Colombie-Pérou[27].
- 1828-1833 : expédition française de Morée[28].

## Personnages significatifs
- Metternich, leader de la Sainte Alliance, fait réprimer l'agitation européenne (motivée par des aspirations libérales et le droit des peuples à disposer d'eux-mêmes).
- Louis XVIII